# プレミアの巣窟
『エンタメサーチバラエティープレミアの巣窟』（エンタメサーチバラエティー プレミアのそうくつ、英語表記：SWEET DEN OF PREMIERE。SOUKUTSU OF PREMIEREと表記されていた時期もあり）は、2004年4月16日からフジテレビで深夜に放送されている関東ローカルの情報バラエティ番組である。放送曜日は時期によって異なる。

## 概要
コンサート、サーカス、ミュージカル、演劇、展覧会、スポーツなどプレミア級のエンタメ情報をどこよりも早く、バラエティ要素たっぷりにお届けするエンタメサーチバラエティ。

## 放送期間・時間
- 1stシーズン（2004年4月 - 2004年9月） 金曜深夜
- 2ndシーズン（2004年10月 - 2005年3月） 金曜深夜
- 3rdシーズン（2005年4月 - 2005年9月） 土曜深夜
- 4thシーズン（2005年10月 - 2006年3月） 金曜深夜
- 5thシーズン（2006年4月 - 2006年9月） 木曜深夜
- 6thシーズン（2006年10月 - 2007年3月） 火曜深夜
- 7thシーズン（2007年4月 - 2007年9月） 火曜深夜
- 8thシーズン（2007年10月 - 2008年3月） 火曜深夜
- 9thシーズン（2008年4月 - 2008年9月） 火曜深夜
- 10thシーズン（2008年10月 - 2009年3月） 火曜深夜
- 11thシーズン（2009年4月 - 2009年9月） 火曜深夜
- 12thシーズン（2009年10月 - 2010年3月） 火曜深夜
- 13thシーズン（2010年4月 - 2011年3月） 火曜深夜
- 14thシーズン（2011年4月 - 2011年9月） 月曜深夜
- 15thシーズン（2011年10月 - 2012年3月） 月曜深夜
- 16thシーズン（2012年4月 - 2012年9月） 月曜深夜
- 17thシーズン（2012年10月 - 2013年3月） 月曜深夜
- 18thシーズン（2013年4月 - 2016年3月） 月曜深夜
- 19thシーズン（2016年4月 - 2016年9月） 月曜深夜
- 20thシーズン（2016年10月 - 2019年9月） 月曜深夜
- 21stシーズン（2019年10月 - 2022年9月） 月曜深夜
- 22ndシーズン（2022年10月 - 2022年3月） 月曜深夜
- 23rdシーズン（2022年4月 - 2022年9月） 日曜深夜
- 24thシーズン（2022年10月 - 現在） 日曜深夜

※2012年8月6日（月曜）深夜放送分は、ロンドンオリンピックの影響で前日（8月5日）の日曜深夜に放送された。

※2012年秋の改編期には、編成上の都合から同年10月10日（水曜）深夜に放送された。これにより、番組は全ての曜日で放送されたことになる。

※2022年4月改編で月曜 1:55 - 2:20（日曜深夜）に放送時間したことで、レギュラー放送していないのが水曜深夜のみとなった。

## 出演者
| シーズン | 総合司会                    | 情報解説   | サブ司会   | プレミアンガールズ/調べるんぞう |
| -------- | --------------------------- | ---------- | ---------- | ------------------------------- |
| 1st      | 天野ひろゆき （キャイ〜ン） | 佐野瑞樹   | 蛯原友里   | （不在）                        |
| 2nd      | 天野ひろゆき （キャイ〜ン） | 佐野瑞樹   | 岩佐真悠子 | （不在）                        |
| 3rd      | 天野ひろゆき （キャイ〜ン） | 佐野瑞樹   | （不在）   | 瀬戸早妃、相澤仁美、矢吹春奈    |
| 4th      | 天野ひろゆき （キャイ〜ン） | 佐野瑞樹   | （不在）   | 優木まおみ、阪本麻美、小松彩夏  |
| 5th      | 天野ひろゆき （キャイ〜ン） | 佐野瑞樹   | ほしのあき | 木口亜矢、堀田ゆい夏            |
| 6th      | 天野ひろゆき （キャイ〜ン） | 佐野瑞樹   | マリエ     | 岩根あゆこ、松井絵里奈          |
| 7th      | 天野ひろゆき （キャイ〜ン） | 佐野瑞樹   | マリエ     | 早美あい、佐藤里香              |
| 8th      | 天野ひろゆき （キャイ〜ン） | 中村光宏   | マリエ     | 辰巳奈都子、望月みさ            |
| 9th      | 天野ひろゆき （キャイ〜ン） | 中村光宏   | マリエ     | 荻野なお、谷桃子                |
| 10th     | 天野ひろゆき （キャイ〜ン） | 中村光宏   | マリエ     | 野田彩加、湯本美咲              |
| 11th     | 天野ひろゆき （キャイ〜ン） | 中村光宏   | マリエ     | AKINA、川原真琴                 |
| 12th     | 天野ひろゆき （キャイ〜ン） | 中村光宏   | マリエ     | いくっち、小池唯                |
| 13th     | 天野ひろゆき （キャイ〜ン） | 中村光宏   | マリエ     | 佐武宇綺、藤岡みなみ            |
| 14th     | 天野ひろゆき （キャイ〜ン） | 中村光宏   | 坂下千里子 | 田野アサミ、有末麻祐子          |
| 15th     | 天野ひろゆき （キャイ〜ン） | 中村光宏   | 坂下千里子 | 菊地亜美、とっきー              |
| 16th     | 天野ひろゆき （キャイ〜ン） | 中村光宏   | 坂下千里子 | 菊地亜美、大川藍                |
| 17th     | 天野ひろゆき （キャイ〜ン） | 生田竜聖   | 坂下千里子 | 菊地亜美、大川藍                |
| 18th     | 天野ひろゆき （キャイ〜ン） | 生田竜聖   | 小島瑠璃子 | 篠宮暁 （オジンオズボーン）     |
| 19th     | 天野ひろゆき （キャイ〜ン） | 内田嶺衣奈 | 小島瑠璃子 | 篠宮暁 （オジンオズボーン）     |
| 20th     | 天野ひろゆき （キャイ〜ン） | 新美有加   | 小島瑠璃子 | 篠宮暁 （オジンオズボーン）     |
| 21st     | 天野ひろゆき （キャイ〜ン） | （不在）   | 小島瑠璃子 | （不在）                        |
| 22nd     | 天野ひろゆき （キャイ〜ン） | （不在）   | 小島瑠璃子 | （不在）                        |
| 23rd     | 天野ひろゆき （キャイ〜ン） | （不在）   | 小島瑠璃子 | （不在）                        |
| 24th     | 天野ひろゆき （キャイ〜ン） | （不在）   | 国本梨紗   | （不在）                        |

- 2019年9月、新美有加、篠宮暁が卒業。
- 2022年9月、小島瑠璃子が卒業。
- 2022年10月、国本梨紗が参加。

## スタッフ
2024年7月現在
- ナレーター：藤井弘輝（フジテレビアナウンサー）
- 構成：柴田たかし、佐藤大地
- CAM：岩崎真澄【毎週】、山下義人、高師専吉【週替り】
- AUD：浅川潤
- VE：内田尚宏
- LD：浅沼弘二
- 音効：横川優子
- 編集：阿部芳三
- MA：松重帆花
- 美術プロデュース：矢野ユウイチロウ（雄一郎）
- デザイン：安部彩（フジテレビ）
- 美術進行：太田菜摘
- メイク：山田かつら
- 大道具：平野順之
- フロア：日野直治
- CG：加藤陽一
- 技術協力：フロムアール、イカロス、FCC、FMT、ヴァルス、フジアール
- AD：吉澤かれん、櫻井湧斗
- ディレクター：中島伸二、木下大樹、関友弥
- AP：勝又灯梨
- プロデューサー：花立慎一、河野友加
- 企画：宮崎鉄平（フジテレビ）
- 制作協力：フラワーカンパニー
- 制作：フジテレビ事業局イベント事業センター事業部
- 制作著作：フジテレビ

### 過去のスタッフ
- ナレーター：川野良子（フジテレビアナウンサー）、永尾亜子（当時フジテレビアナウンサー）
- AUD：福沢寿三
- 編集：丸山寿和、望月武
- テロップ：高野梨紗子
- MA：安藤隆司
- AD：川口絵美、小林信平、森口秀太
- ディレクター：斉藤将之、福本光恭
- プロデューサー：石橋広大（フジテレビ）、鈴木麻衣子（フジテレビ）
- 企画：塩原充顕（フジテレビ）